# Otto Dettmers

Otto Dettmers, 1911 als Student in Göttingen

Otto Dettmers (* 26. Dezember 1892 in Bremen; † 11. Oktober 1986 in Bremen) war ein deutscher Jurist, Generaldirektor des Norddeutschen Lloyd und Kunstsammler.

## Biografie
Dettmers studierte ab 1911 Rechtswissenschaften an der Georg-August-Universität Göttingen, wo er im Wintersemester 1911/1912 Mitglied der Burschenschaft Holzminda wurde. Zwischenzeitlich wechselte er an die Rheinische Friedrich-Wilhelms-Universität Bonn. 1914 bestand er das erste juristische Staatsexamen, bevor er im Ersten Weltkrieg vier Jahre als Frontsoldat diente. Nach schwerer Verwundung kehrte er 1918 als Reserveoffizier nach Bremen zurück, promovierte 1920 zum Dr. jur. und wurde nach dem zweiten Staatsexamen 1921 als Rechtsanwalt und später als Notar zugelassen. Innerhalb weniger Jahre baute er in Bremen eine auf Seerecht spezialisierte Kanzlei auf.
1938 wurde Dettmers in den Vorstand des Norddeutschen Lloyd (NDL) berufen und übernahm 1940 für kurze Zeit deren Vorstandsvorsitz, kehrte aber 1942 wieder zu seiner Kanzlei zurück, wo er bis zu seinem Tod arbeitete. Als Vorstände im NDL folgten ihm 1942 Johannes Kulenkampff und Richard Bertram.

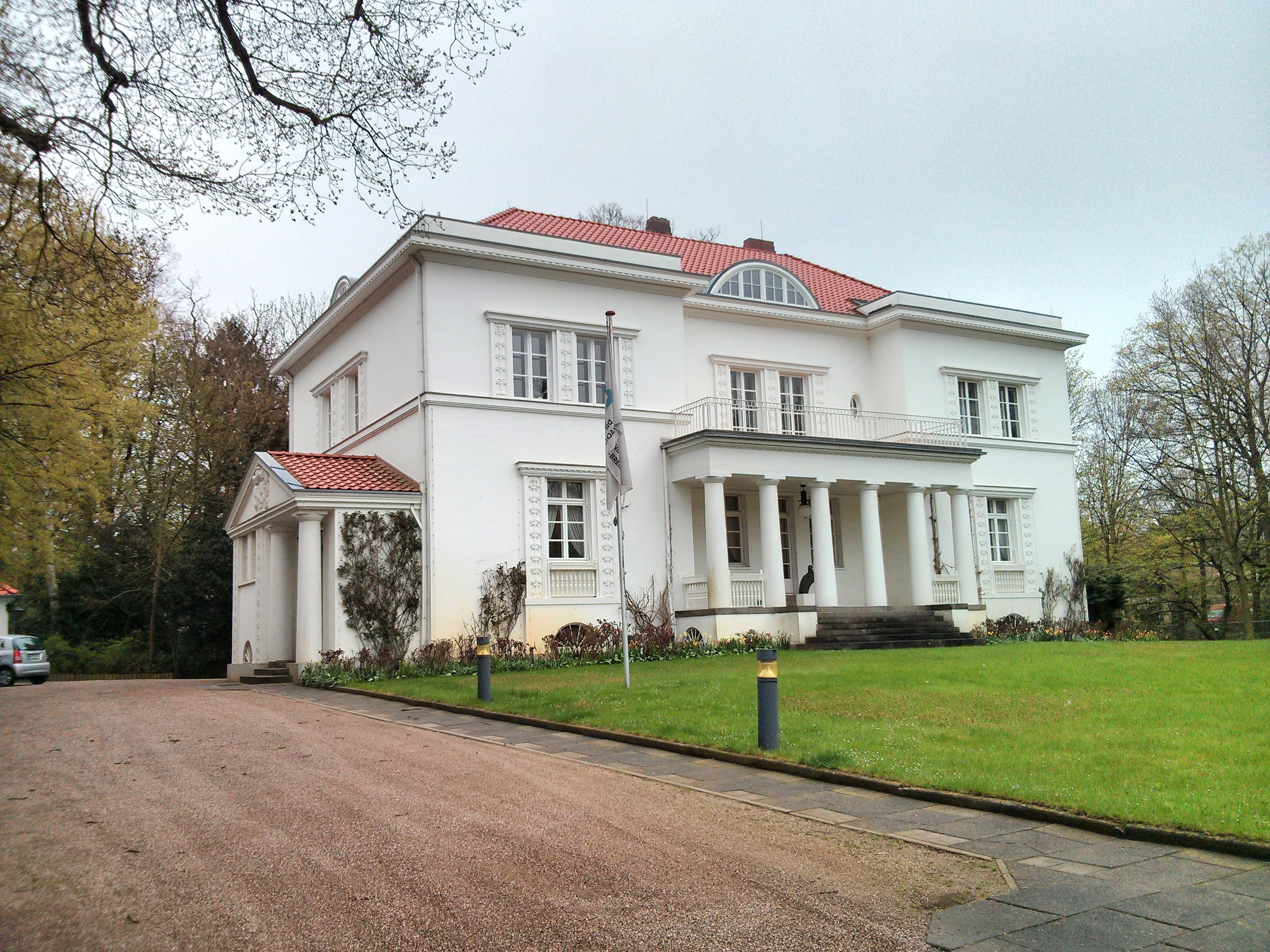
Villa Bünemann

1938 verhalf er unter anderem dem jüdischen Ehepaar Stern zur Flucht aus dem Dritten Reich, wie Anne Siegel in ihrem Buch Señora Gerta berichtet. 1941 erwarb er die Villa Bünemann, die er nach Enteignung durch die US-amerikanische Besatzungsmacht 1952 zurückerhielt.
Aufgrund seiner umfassenden Spezialkenntnisse auf den Gebieten des Internationalen Seerechts und des Transportversicherungsrechts konnte er sich internationales Ansehen erwerben. Er wirkte über mehrere Jahrzehnte als aktives Mitglied in verschiedenen nationalen und internationalen Vereinigungen mit, in denen er sich für eine internationale Vereinheitlichung des Schifffahrts- und Transportrechts einsetzte. Er war Membre Titulaire des Comité Maritime International in Antwerpen; Mitglied und langjähriger Vizepräsident des Deutschen Vereins für Internationales Seerecht sowie Mitglied der International Law Association. Nach dem Zweiten Weltkrieg wirkte er bei der Wiedererlangung der Beziehungen Deutschlands zu den internationalen Rechtsorganisationen im Bereich des Seerechts mit und war für das Bundesjustizministerium als Berater auf diesem Spezialgebiet tätig. Nebenbei war er 16 Jahre lang Mitglied des Vorstands, Vizepräsident und Präsident der Hanseatischen Rechtsanwaltskammer.
Seine privaten Interessen galten der Musik und den bildenden Künsten, die er durch zahlreiche Mitgliedschaften in kulturellen Fördereinrichtungen unterstützte. Besonders hervorzuheben ist seine international beachtete Gläser-Sammlung, die er seit den 1920er Jahren aufbaute. 1961 wurde sie im Museum für Kunst und Gewerbe ausgestellt. Die Sammlung wurde 1999 im Auktionshaus Sotheby’s versteigert.

## Auszeichnungen
- Im Ersten Weltkrieg erhielt er das Eiserne Kreuz 2. und 1. Klasse